# Piranema

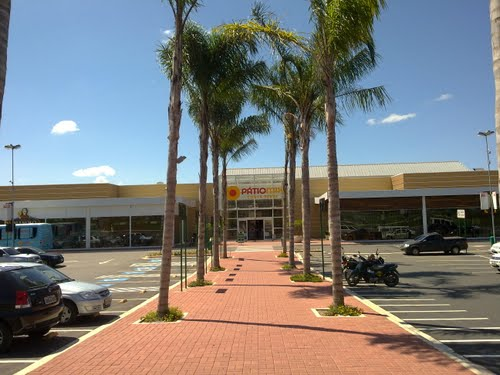
Shopping PátioMix, em Itaguaí, no início da Reta de Piranema (RJ-099).

Piranema é um bairro de Itaguaí, município da Baixada Fluminense, Região Metropolitana do Rio de Janeiro, no estado do Rio de Janeiro, Brasil. Ele faz limite com o bairro homônimo pertencente ao município de Seropédica, também na Baixada.
"Piranema" é um nome de origem tupi, significando "peixe fedorento", através da junção dos termos pirá (peixe) e nem (fedorento). O nome é uma referência à localização do bairro às margens da RJ-099, estrada popularmente conhecida como "Reta de Piranema", que liga a Rodovia Rio-Santos e os bairros da região central do município de Itaguaí à Antiga Estrada Rio-São Paulo, na altura do Parque Jacimar, no município de Seropédica.
O bairro do lado do município de Itaguaí abriga o Templo Hoshoji — Budismo Primordial, um dos mais antigos do país.